# Cade Cowell
Pour les articles homonymes, voir Cowell.
Cade Cowell, né le 14 octobre 2003 à Ceres en Californie aux États-Unis, est un joueur américain de soccer qui joue au poste d'attaquant au CD Guadalajara.

## Biographie

### Carrière en club
Né à Ceres, en Californie aux États-Unis, Cade Cowell commence sa carrière aux Earthquakes de San José. Il signe son premier contrat avec le club le 23 janvier 2019. En 2019, il est prêté au Reno 1868 FC. Il joue quatre matchs et marque un but avec cette équipe.
Cowell joue son premier match de Major League Soccer le 8 mars 2020, lors d'une rencontre face à Minnesota United. Il entre en jeu à la place de Danny Hoesen et son équipe s'incline finalement par cinq buts à deux. Il inscrit son premier but dès sa deuxième apparition en MLS, le 30 août 2020 face au Galaxy de Los Angeles. Une réalisation qui ne permet pas à son équipe de s'imposer, celle-ci perdant la rencontre par trois buts à deux. Avec ce but il devient à seize ans le plus jeune buteur des Earthquakes.
Lors de la saison 2021, le jeune attaquant américain est sélectionné pour le match des étoiles de la MLS pour la première fois de sa carrière après un début de saison réussi lors duquel il est le premier joueur du championnat à marquer quatre buts et à délivrer quatre passes décisives. En juillet, il est invité à s'entraîner avec l'équipe nationale des États-Unis pour la deuxième fois de sa carrière lors de la préparation à la Gold Cup 2021.
En février 2022, Cade Cowell signe un nouveau contrat de quatre saisons avec son club formateur des Earthquakes de San José. Considéré comme l’un des meilleurs jeunes joueurs américains de sa génération, son éventuel transfert vers l’Europe est régulièrement mentionné dans la presse.
Le 20 septembre 2022, il est classé onzième au palmarès 2022 des 22 joueurs de moins de 22 ans en MLS.

### En sélection
En septembre 2018, Cade Cowell est appelé avec l'équipe des États-Unis des moins de 17 ans.
Cade Cowell honore sa première sélection avec l'équipe nationale des États-Unis le 19 décembre 2021, lors d'un match amical contre la Bosnie-Herzégovine. Il entre en jeu à la place de Jesús Ferreira et son équipe l'emporte par un but à zéro,.